# Le Plessis-Bouchard
Le Plessis-Bouchard egy község Franciaországban. Lakosainak száma 8333 fő (2022. január 1.).

## Földrajza
Le Plessis-Bouchard Saint-Leu-la-Forêt, Franconville, Ermont és Taverny községekkel határos.

## Testvértelepülések
- Niederstetten